# 산티아고 베르나베우역
산티아고 베르나베우 역(스페인어: Santiago Bernabéu)은 마드리드 지하철 10호선의 역이다. 테투안 구의 콰트로카미노스 지역과 차마르틴 구의 엘비소 지역에 걸쳐 있으며, 리마 광장 지하에 위치해 있다. 요금구역상으로는 A구역에 속한다.

## 역사
1982년 6월 10일 옛 8호선의 개통과 함께 문을 열었다. 개통 당시 이름은 '리마 역' (Lima)이었다. 1997년 12월 18일 리마 광장 부근에 있는 산티아고 베르나베우 경기장에서 이름을 따와 지금의 역명으로 바뀌었고, 1998년 1월 22일 10호선 역으로 재편되었다.

## 환승 정보
역 주변에 시내버스 정류장이 네 곳 있다.
버스
- 시내버스
  - 14, 27, 40, 43, 120, 126, 147, 150번 버스 (주간)
  - N22, N24번 버스 (야간)

지하철
| 마드리드 지하철               | 마드리드 지하철        | 마드리드 지하철                          |
| ----------------------------- | ---------------------- | ---------------------------------------- |
| 쿠스코 오스피탈 인판타 소피아 | 마드리드 지하철 10호선 | 누에보스 미니스테리오스 푸에르타 델 수르 |